# Circleville (Ohio)
Circleville es una ciudad ubicada en el condado de Pickaway en el estado estadounidense de Ohio. En el Censo de 2020 tenía una población de 13927 habitantes y una densidad poblacional de 794,92 personas por km².

## Geografía
Circleville se encuentra ubicada en las coordenadas 39°36′9″N 82°55′57″O / 39.60250, -82.93250. Según la Oficina del Censo de los Estados Unidos, Circleville tiene una superficie total de 17.52 km², de la cual 17.21 km² corresponden a tierra firme y (1.79%) 0.31 km² son agua.

## Demografía
Según el censo de 2020, había 13927 personas residiendo en Circleville. La densidad de población era de 794,92 hab./km². De los 13927 habitantes, Circleville estaba compuesto el 90.20% por blancos, el 2.64% eran afroamericanos, el 0.40% eran amerindios, el 0.70% eran asiáticos, el 0.02% eran isleños del Pacífico, el 0.64% eran de otras razas y el 5.39% pertenecían a dos o más razas. Del total de la población, el 1.07% eran hispanos o latinos de cualquier raza.